# Geogamasus pugionis
Geogamasus pugionis är en spindeldjursart som beskrevs av Wolfgang Karg 1976. Geogamasus pugionis ingår i släktet Geogamasus och familjen Ologamasidae. Inga underarter finns listade i Catalogue of Life.